# Oscar Harrison
Oscar Lloyd Harrison (15 april 1965, Birmingham) is een Brits drummer/multi-instrumentalist en soms ook zanger; hij speelt bij Ocean Colour Scene en skaband The Beat.

## Biografie

### Jonge jaren
Harrison is de oudste zoon van Isaac en Susan Harrison; hij groeide op met een zus (Rose) en twee broers (Peter en Paul). Zijn belangrijkste inspiratiebronnen waren Top of the Pops, het hitparadeprogramma waarnaar het Nederlandse Toppop is gemodelleerd, reggaezanger Burning Spear en Who-drummer Keith Moon.   
Harrison sloot zich eind jaren 70 aan bij Echo Base; deze elfkoppige band, waarin hij zowel drummer als zanger was, bracht één album uit op hetzelfde label als de stadgenoten van UB40 om vervolgens met ruzie uit elkaar te gaan.
Via de manager van Echo Base kwam Harrison terecht bij The Fanatics waar hij voor het eerst samenwerkte met zanger en akoestisch gitarist Simon Fowler. Fowler was in de plaats gekomen van Caroline Bullock die jaren later wraak zou nemen door in een roddelkrant uit de school te klappen over de homoseksualiteit van haar plaatsvervanger. Ook The Fanatics waren geen lang leven beschoren; zij gingen op hetzelfde moment uiteen als The Boys.

### Ocean Colour Scene
Uit de asresten van deze bands ontstond Ocean Colour Scene; Harrison en Fowler werden bijgestaan door sologitarist Steve Cradock en bassist Damon Minchella. Ocean Colour Scene debuteerde in 1989, maar was op z'n populairst in het Britpoptijdperk midden jaren 90; ze brachten eerst albums uit op hun albums verschenen op Phfftt, Phonogram, en Island voordat ze hun eigen label begonnen; Moseley Shoals Records. Als drummer van Ocean Colour Scene deelde Harrison het podium met acts als Oasis en Paul Weller die de band in mindere tijden op sleeptouw nam. Verder toonde hij zijn veelzijdigheid door Fowler op piano te begeleiden bij akoestische sessies, gitaar te spelen in nummers als Profit in Peace, en songs te schrijven en arrangeren (Don't Play). In 2005 was Harrison voor het eerst bij Ocean Colour Scene als zanger te horen in een cover van Bob Andy's My Time.

### The Beat
Naast Ocean Colour Scene werd Harrison in 2016 ook drummer van The Beat, de band waarvan hij vanaf dag één fan was. Harrison werd afgewisseld met Fuzz Townshend en ging ook, bij beschikbaarheid van beiden, de percussie op zich nemen. The Beat trad in 2018 voor het laatst op met zanger Ranking Roger die op 26 maart 2019 kwam te overlijden.

## Persoonlijk leven
Harrison woont met zijn vriendin in het zuidwesten van Birmingham en heeft vier kinderen; zoons Leon (drummer van Ska45's) en Damon Stephen Simon Isaac, en dochters Cherelle en Fern. Hij is supporter van Aston Villa en een overtuigd golfer.